# Neumarkt in der Steiermark
Neumarkt in der Steiermark är en kommun i  distriktet Murau i förbundslandet Steiermark i Österrike. Kommunen bildades 1 januari 2015 genom en sammanslagning av kommunerna Dürnstein in der Steiermark, Neumarkt in Steiermark, Kulm am Zirbitz, Mariahof, Perchau am Sattel, Sankt Marein bei Neumarkt och Zeutschach. Huvudort i kommunen är Neumarkt in Steiermark.
Kommunen består av tio orter (Ortschaften) (inom parentes invånarantal 1 januari 2024):

- Baierdorf (107)
- Dürnstein in der Steiermark (243)
- Kulm am Zirbitz (281)
- Mariahof (1 117)
- Neumarkt in Steiermark (1 696)
- Perchau am Sattel (307)
- Sankt Georgen bei Neumarkt (514)
- Sankt Marein bei Neumarkt (373)
- Wildbad Einöd (21)
- Zeutschach (216)